# Der Sieger (1932)
Der Sieger ist ein deutscher Spielfilm aus dem Jahr 1932. Unter der Regie von Paul Martin und Hans Hinrich spielen Hans Albers und Käthe von Nagy die Hauptrollen.

## Handlung
Hans Kühnert ist im Haupttelegrafenamt angestellt. Sein Vorgesetzter gibt ihm den Auftrag, für ihn kurz einmal Zigaretten zu holen. Im Laden herrscht gerade viel Betrieb, vor allem, weil derzeit mehrere Pferdewetten abgeschlossen werden. Durch ein Missverständnis beim Zigarettenkauf erhält Kühnert statt der Glimmstängel einen Wettschein, der ihm schließlich 900 RM einbringt. Kühnert sieht sich augenblicklich als Sieger, kauft sich piekfeine Klamotten und kündigt seinen Arbeitsplatz. Ab sofort will er als Bonvivant auf großem Fuße leben. Im Glauben, alles würde so weitergehen, versucht er sich erneut beim Wetten und verliert prompt all seine gewonnene Habe. Wenigstens scheint ihm das Liebesglück hold, denn an der Rennstrecke lernt er die ebenso hübsche wie offensichtlich wohlhabende Bankierstochter Helene Ponta kennen, in die er sich augenblicklich verliebt. Um bei ihr nicht chancenlos zu bleiben, verschweigt er Helene, dass sein schickes Äußeres keinerlei Rückschlüsse auf seinen Geldbeutel erlaubt.
Obwohl mit dem Eishockeyspieler Hunter verlobt, nimmt Helene Kühnerts Einladung zum Diner in einem vornehmen und teuren Restaurant an. Der Abend verläuft ausnehmend gut – so gut, dass sich Hans nun nicht mehr traut, seiner Angebeteten mitzuteilen, dass er in Wahrheit ein armer Schlucker ist. Selbst das von seiner Mutter zugesteckte Geld, um die Schöne auszuführen, reicht nicht, um die Zeche zu bezahlen. Mit einem frechen Trick – er greift sich eine Serviette, legt sie über den Unterarm und kassiert als „Kellner“ bei anderen Gästen ab – kann er dann doch noch die Rechnung begleichen. Als Kühnert seine Mutter wieder um Geld anpumpt, redet die rechtschaffene Frau solange auf ihn ein, bis er sich eine Stelle sucht, um wieder in Lohn und Brot zu stehen. Hans versucht sich als Eintänzer in demjenigen Hotel, in dem seine Mutter als Garderobiere arbeitet. Ausgerechnet dort, im „Atlantic“, stößt er auf Helene, und sein ganzes kunstvoll aufgebautes Lügengebäude fällt wie ein Kartenhaus zusammen.
Denn als Helene mit ihm tanzt, muss sie feststellen, dass ihr Galan de facto ein Gigolo ist. Zutiefst verletzt wirft sie ihm Geldscheine vor die Füße. Der Bruch scheint perfekt. Kühnert begreift, dass dieses falsche Leben auf der Überholspur nicht zielführend ist und versucht sich daraufhin wieder zu erden und auf den Boden der Tatsachen zurückzukehren. Das ihm zugeworfene Geld gibt Hans für einen Blumenstrauß aus, den er Helene zukommen lässt, und er nimmt im „Atlantic“ die Stelle eines Telefonisten an. Helene hat jedoch längst ihr Herz an den charmanten Mann verloren und bittet Hans zu sich. Überglücklich darüber, doch noch eine Chance von ihr zu bekommen, vergisst Kühnert in der Aufregung ein von ihrem Vater, Bankdirektor Ponta, in Auftrag gegebenes Telegramm weiterzuleiten. Wie der Zufall es will, bewahrt dieser Fauxpas Ponta vor dem Ruin und sichert ihm sein Vermögen. Jetzt ist Hans Kühnert wirklich ein Sieger: der Herr Papa macht ihn zu seinem Partner und gibt ihm seine Tochter zur Frau.

## Produktionsnotizen
Bei Der Sieger gaben beide Regisseure Hinrich und Martin ihr Filmdebüt. Die Dreharbeiten fanden von Dezember 1931 bis Ende Januar 1932 statt. Die Uraufführung war am 21. März 1932 im Gloria-Palast.
Eberhard Klagemann diente dem Produzenten Erich Pommer als Produktionsleiter. Erich Kettelhut schuf die Filmbauten, Joe Strassner die Kostüme. Fritz Thiery sorgte für den Ton, die Choreographie studierte Heinz Lingen ein. Die Liedtexte stammen von Robert Liebmann, Robert Gilbert und Max Kolpe. Ekkehard Kyrath diente Günther Rittau und Otto Baecker als Kameraassistent. Willi Domgraf-Fassbaender und die Comedian Harmonists sorgten für die Gesangseinlagen.
Berühmt wurde der Film auch durch den von Albers vorgetragenen Gassenhauer „Hoppla, jetzt komm‘ ich“ (Melodie: Heymann, Text: Gilbert).
Von dem Film wurde auch eine französische Fassung unter dem Titel Le vainqueur hergestellt. Während Käthe von Nagy ihre deutsche Rolle wiederholte, spielte Jean Murat den Albers-Part (hier Robert Kurtner genannt).

## Kritik
In Oskar Kalbus’ Vom Werden deutscher Filmkunst heißt es:

„‚Der Sieger‘ erfüllt die Forderung, die man in letzter Zeit immer wieder dem Film gestellt hat, daß er das moderne Zeitmärchen schaffen soll, da ihm in der bildhaften Gestaltung die ganze Summe der Phantastik zur Verfügung steht. Der Film ist dieser Forderung gerecht geworden, doch von ganz anderer Seite her, als man dachte, vom reinen Naturalismus aus, der erlaubt, vom Wirklichen zum Traumhaften hinüberzutänzeln. Ein Sieger von Filmschreibers Gnaden, der mit dem berühmten glücklichen Zufall ein Sonderabkommen geschlossen hat und im Spiel, in der Liebe und im Beruf (…) als Erster durchs Ziel geht. […] Genial der Anfang, wie aus Geräusch und Bild ein Rhythmus, ein Gesang, ein Lied wird. Herrlich die Parodie des Wolgaliedes! Und wenn ein unsichtbarer Chor (die Comedian Harmonists) einmal in einer Szene, in der Albers eine große Zeche macht, ohne einen Pfennig zu besitzen, plötzlich drohend und mahnend gleichsam das böse Gewissen symbolisiert, so sind Wegweiser ins Neuland aufgestellt. Das alles erhebt den Film weit über den Durchschnitt.“

In der Österreichischen Film-Zeitung ist in der Ausgabe vom 2. April 1932 auf Seite 4 zu lesen: „Hans Hinrich und Paul Martin haben den Film mit vielen guten Einfällen und dem Anstrich des Märchenhaften, das sehr gut bei dem Märchenhaft-Unwahrscheinlichen der Handlung wirkt, inszeniert; originell wirken die hier oft angewandten Sprechchöre.“
Der US-Amerikaner C. Hooper Trask, der als Korrespondent für Variety und The New York Times aus Berlin berichtete und sporadisch auch vor die Kamera (“Ein blonder Traum”) trat, verriss in seiner am 15. Mai 1932 in der New York Times abgedruckten Kritik den Film: „And another dastardly deed to be chalked up to the crimes of the scenario writers is the script of Hans Albers's latest starring vehicle, ‘Der Sieger’ (The Victor). It is credited to one of Germany's best novelists, Leonhard Frank. I have a dim recollection of a lot of vacant pictures, but I can't recall one in which less happened than here. The first five minutes are built around an amusing little idea and then the story vanishes like mist suddenly blown away.“